# Башидан
Башидан (кит. трад. 八十壋, упр. 八十垱, пиньинь Bāshídàng) — неолитическое поселение в провинции Хунань, Китай. Возникло в долине реки Янцзы на поздней стадии развития  культуры Пэнтоушань. Одно из первых поселений в Китае, которое обнесено стеной и рвом. В центре поселения обнаружена высокая платформа в виде звезды, вероятно, имевшая ритуальное назначение. Население культивировало рис, чилим и  орехоносный лотос. Размеры рисового зерна близки к современным. В поселении обнаружено несколько сортов риса.